# Obstrução intestinal

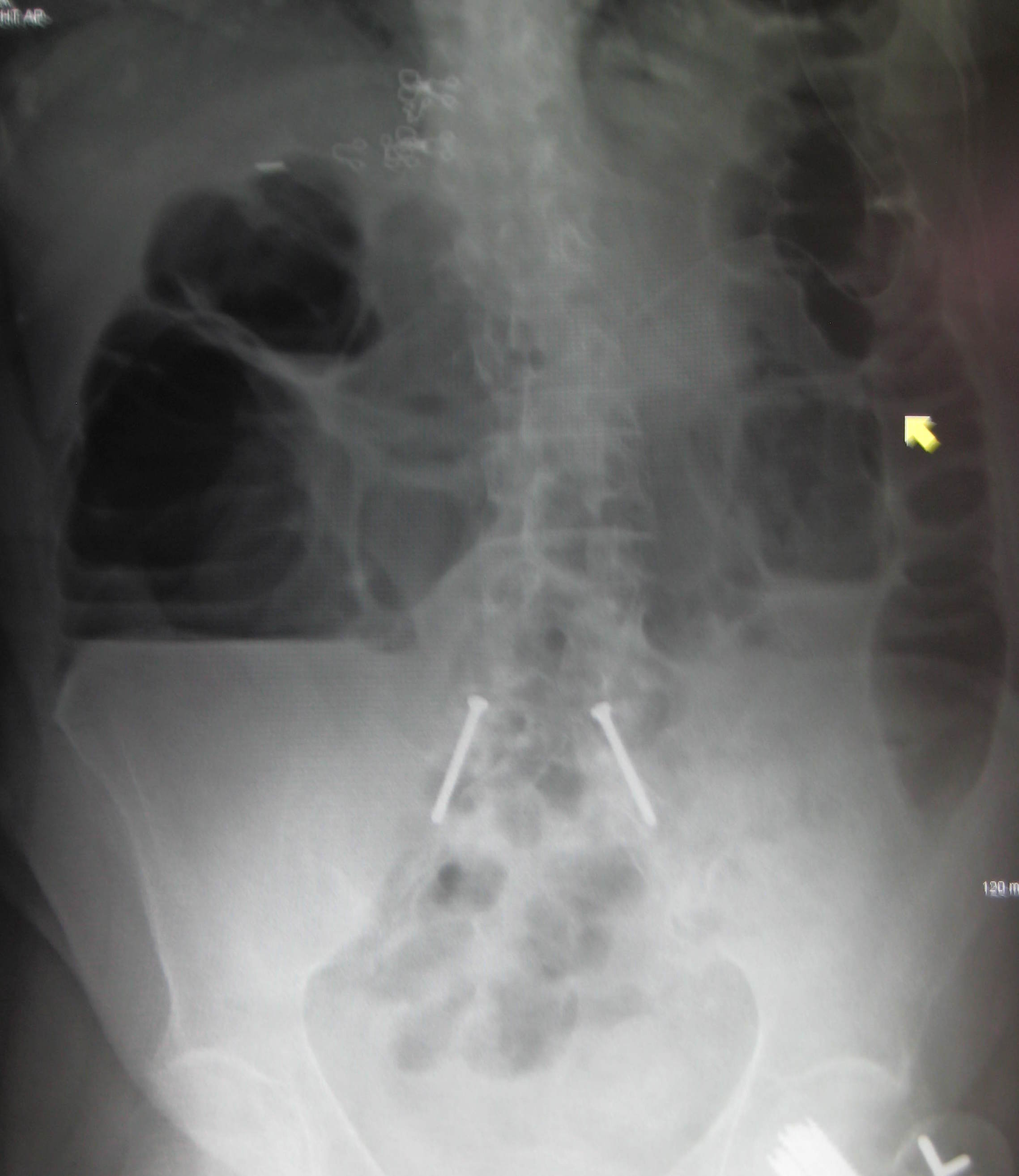
Raios-X de um paciente com uma considerável obstrução intestinal com vários níveis de ar em fluido e dilatação intestinal.

A obstrução intestinal é uma obstrução mecânica ou funcional do tubo digestivo que impede a  circulação normal dos produtos digestivos. Pode afectar qualquer parte do intestino delgado e do intestino grosso. Os sinais e sintomas incluem dor abdominal, vómitos, inchaço e distensão abdominal, e acúmulo de gases. A obstrução mecânica dos intestinos é a causa de cerca de 5 a 15% dos casos de dor abdominal súbita e intensa que requerem internamento hospitalar.
As causas de obstrução intestinal incluem aderências, hérnias, vôlvulos, endometriose, doença inflamatória intestinal, apendicite, tumores, diverticulite, colite isquémica, tuberculose e intussuscepção. As obstruções do intestino delgado ocorrem mais frequentemente devido a aderências e hérnias, enquanto que as obstruções do intestino grosso ocorrem mais frequentemente devido a tumores e vôlvulos. O diagnóstico pode ser feito através de radiografia simples; no entanto, a tomografia computadorizada geralmente proporciona maior precisão. Os dispositivos ultrassónicos ou de imagem por ressonância magnética também podem  ajudar no diagnóstico de crianças ou mulheres grávidas.
A condição pode ser tratada de forma conservadora ou com recurso a cirurgia. Normalmente, fluidos são administrados por terapia intravenosa (IV), e é passada uma sonda nasogástrica, que se trata de um tubo inserido pelo nariz e que desce pelo esófago até ao estômago, para descomprimir os intestinos. Em conjunto, podem ser administrados analgésicos e antibióticos. Na obstrução do intestino delgado, cerca de 25% dos pacientes precisam de cirurgia. Podem surgir complicações como sepse, isquemia intestinal e perfuração gastrointestinal.
Em 2015 surgiram cerca de 3,2 milhões de casos de obstrução intestinal que provocaram 264,000 mortes. Ambos os sexos são igualmente afectados e esta condição pode surgir a qualquer idade. A obstrução intestinal tem sido documentada ao longo da história com casos detalhados no Papiro Ebers de 1550 a.C. e por Hipócrates.